# زاتشاري نواه
زاتشاري نواه (بالفرنسية: Zacharie Noah)‏ هو لاعب كرة قدم كاميروني في مركز الدفاع، ولد في 2 فبراير 1937 في ياوندي في الكاميرون، وتوفي بنفس المكان في 8 يناير 2017. لعب مع باريس سان جيرمان وستاد سان جيرمانوا ونادي سيدان.

## وصلات خارجية
- زاتشاري نواه على موقع قاعدة بيانات كرة القدم.إي يو (الإنجليزية)